# San Esteban de Viguera
San Esteban es una pequeña ermita de estilo románico construida en el siglo X y reformada posteriormente en el siglo XII. Se reconstruyó tras su abandono y parcial derrumbe en 1955. Destaca por sus frescos estilo mozárabe en el interior y por su ubicación, al estar construida al abrigo de un risco, por lo que no necesita cubierta. Está localizada junto a la localidad de Viguera, en La Rioja.

## Origen e historia
Aunque no existen documentos de la época que narran el origen de este templo, se cree que probablemente tuvo origen visigótico, datando aproximadamente de los siglos VIII o X, y más tarde entre los siglos X o XII, ya en pleno románico, se le hizo una reforma, cambiando su ábside, posiblemente de madera por uno con acabado redondo en cuarto de esfera y de piedra.
También datan de esta última época las llamativas pinturas de su interior y un par de inscripciones en latín en la jamba del arco de la iconostasis.
Hay varias teorías sobre su origen. Podría ser un punto de reunión para los eremitas de antes de la invasión musulmana que vivían a lo largo del valle del Iregua en diversas cuevas o quizás un oratorio que podría haber formar un conjunto con una fortaleza cercana.
La ermita cae en el olvido durante siglos y ya en los años cincuenta del siglo XX se redescubre, en pésimas condiciones y con parte del ábside derruido por el derrumbe de una roca. Se reacondiciona en 1953, pero aunque la estructura ya no corría peligro, durante los 80 y 90 sufre vandalismo, en el interior se hicieron pintadas, se guardó ganado y hasta se encendieron hogueras. Ya en 1999, ante el alarmante deterioro de las pinturas, son restauradas. La última restauración exterior data del 2014 y fue muy polémica ya que le cambió el aspecto exterior al templo.
En 1983 fue incoada como BIC (Bien de Interés Cultural).

## Arquitectura
Se trata de un pequeño templo de planta rectangular con un ábside en semicírculo de unas dimensiones de 4,50 x 8 metros. Está hecha de mampostería y dado el cobijo que le dan los riscos bajo los que está construida no necesita cubierta de tejas, lo que le da un aspecto poco común.
En la reforma del siglo XII se le elimina la cubierta de madera original, sustituyéndola por una bóveda de cañón y redondeando el ábside, que cuenta con tres ventanas saeteras. Dada la antigüedad del templo, tiene un iconostasio que separa la nave del ábside con un arco de medio punto y dos ventanas también de medio punto.
La entrada original se abría en el lado sur de la nave, pero tras la reforma de 1953 está cegada y se abre en el lado norte.

## Pinturas en el interior

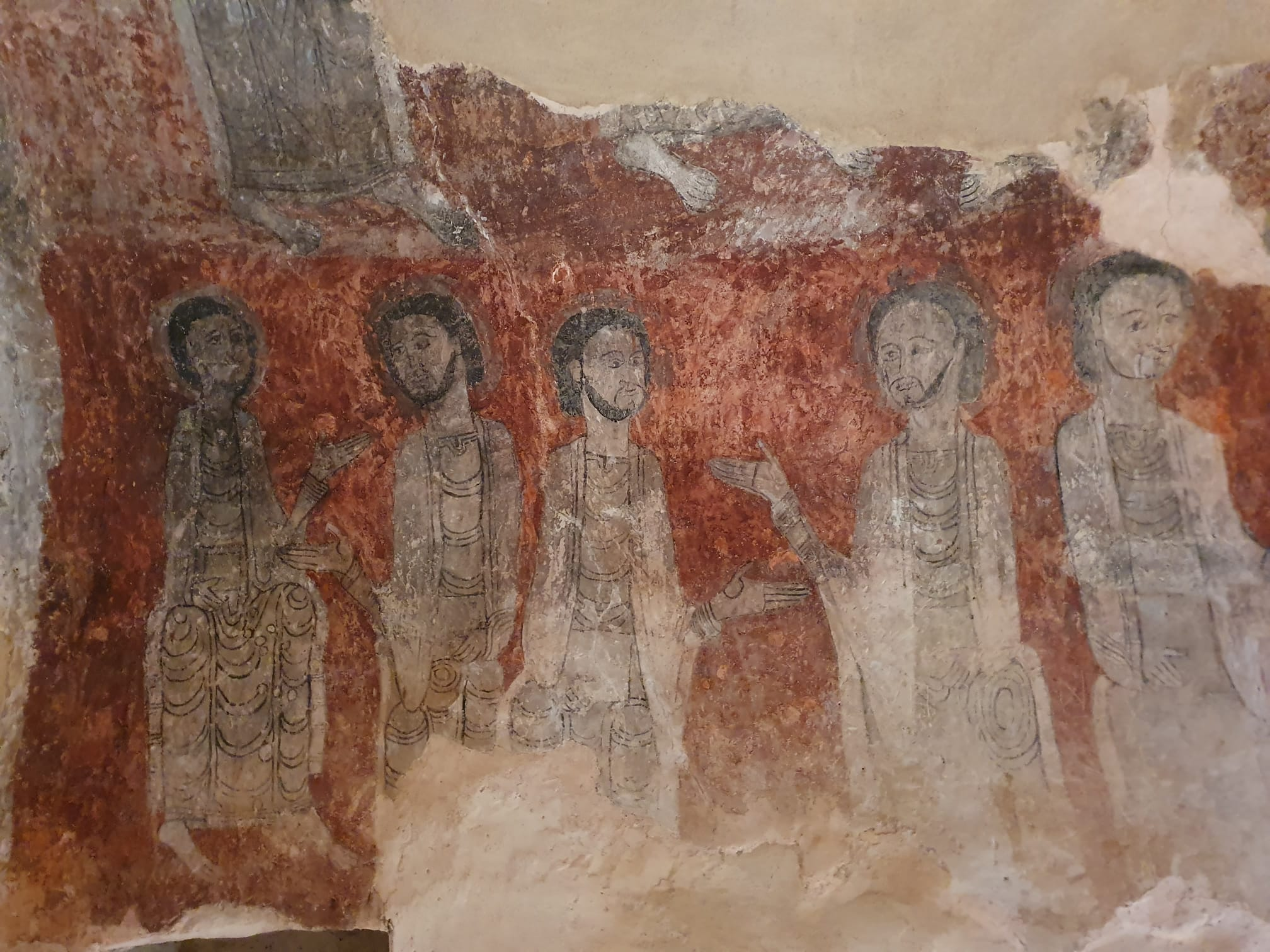
Mural con los 5 apóstoles

Pese a que se han perdido buena parte de ellas, son probablemente el conjunto de pinturas románicas más valioso de La Rioja. Fueron realizadas en la restauración del templo del siglo XII, de estilo mozárabe, son del mismo estilo que las de los monjes coetáneos de San Millán de la Cogolla o los de San Martín de Albelda, autores del Códice Albeldense. Al igual que en sus obras, predominan cuatro colores: rojo, ocre, blanco y negro, y se realizan con trazos negros que posteriormente se rellenan.
Se han perdido muchas, todas las del lado sur y casi todo el cabecero por el estado de ruina en que se encontraba el templo cuando fue redescubierto en los años 50, pero tras la restauración de las pinturas de 1999 por el Taller Diocesano de Restauración, de Santo Domingo de la Calzada, las que quedan se hallan en buen estado. 

El tema que tratan son las visiones apocalípticas. En el cabecero, el lugar más destacado, cabe suponer que habría un Maiestas Domini rodeado de sus apóstoles, pero esta parte se perdió tras el derrumbe de la cabecera y solo queda en el lado norte 5 de sus apóstoles.

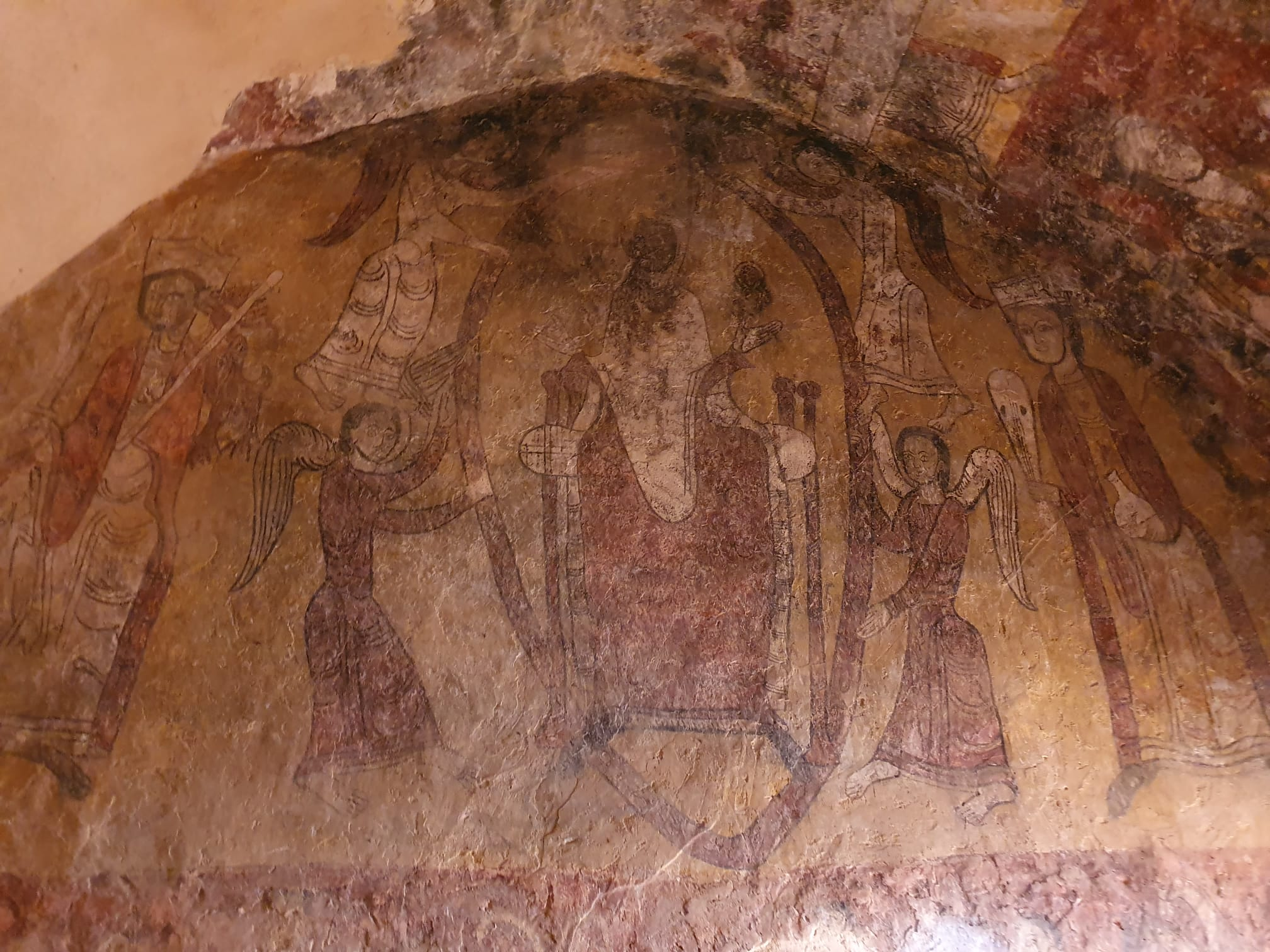
Maiestas Mariae, la figura más destacada entre las pinturas del interior

En el iconostasio solo quedan unos ángeles llevando incienso en el vano central y un Agnus Dei o cordero de Dios en el norte. Sobre el arco central se intuye una crucifixión, con la Virgen y el que podría se Poncio Pilatos en la izquierda.
En las pinturas de la nave central se puede observar una estructura en franjas horizontales, como en las iluminaciones de los manuscritos mozárabes.
En el muro lateral norte de la nave sobre fondo rojo se pueden diferenciar diez de los Ancianos del Apocalipsis. El resto de ellos no se puede apreciar, pero probablemente llegarían hasta el centro del techo y en simetría con la pared sur.
En el muro oeste se halla la pintura que más llama la atención. Por la mala conservación, durante años se pensó que se trataba de un Pantocrátor, pero tras la restauración de las pinturas resultó ser una Maiestas Mariae. Se ve a la Virgen María sobre fondo ocre en una mandorla sostenida por cuatro ángeles. A los lados aparecen unas figuras que podrían ser Ramiro Garcés y su esposa, reyes del Reino de Viguera.
Justo debajo sobre fondo rojo se aprecian varias escenas: un desdibujado árbol de la vida, a la izquierda un hombre con dos caballos y a la derecha un banquete. Junto a él hay una figura de más tamaño con dos caras que ha sido interpretada como el dios Jano.